# Conseil de coordination
Le Conseil de coordination (en biélorusse : Каардынацыйная рада, Kaardynatsynaïa rada ; en russe : Координационный совет, Koordinatsionny soviet) est une structure biélorusse de 600 membres, avec à sa tête un présidium de sept membres, créée par la candidate à la présidence Svetlana Tikhanovskaïa lors des manifestations de 2020 en Biélorussie qui ont suivi l'élection présidentielle contestée de 2020.

## Formation
La formation du Conseil de coordination est annoncée dans une vidéo diffusée par Svetlana Tikhanovskaïa le 14 août dans laquelle elle affirme également avoir obtenu entre 60 et 70 % des voix lors de l'élection présidentielle du 9 août et appelle la communauté internationale à la reconnaître en tant que gagnante de cette élection. Tikhanovskaïa déclare que les objectifs du conseil sont de coordonner un transfert pacifique et ordonné du pouvoir du président sortant Alexandre Loukachenko, et de tenir une nouvelle élection présidentielle libre et juste dès que possible. Le 17 août, Tikhanovskaïa publie une vidéo dans laquelle elle se déclare prête à diriger un gouvernement de transition. La première réunion du Conseil a eu lieu le 18 août suivant : il s'accompagne de sa première conférence de presse, au cours de laquelle Olga Kovalkova, Maxim Znak, Maria Kolesnikova, Pavel Latouchko et Sergueï Dylevski répondent aux questions des journalistes. Tikhanovskaïa enregistre en anglais un appel aux dirigeants de l'Union européenne le 19 août, les exhortant à ne pas reconnaître les résultats de l'élection présidentielle biélorusse lors d'une réunion des chefs de gouvernement de l'UE prévue plus tard ce jour-là.

## Buts, objectifs et positions politiques

### Buts et objectifs
Le conseil se fixe comme principaux objectifs :
- la fin à la persécution politique des citoyens et la traduction en justice de ses responsables ;
- la libération de tous les prisonniers politiques en Biélorussie ;
- l'annulation de l'élection présidentielle du 9 août et la tenue de nouvelles élections respectueuses des normes internationales, organisées par une commission électorale centrale reconstituée.

### Politique étrangère
Pavel Latouchko, membre du présidium du Conseil, affirme que celui-ci n'entend pas changer radicalement l'orientation de la politique étrangère biélorusse, ajoutant qu'il souhaite maintenir des relations « amicales et profondes » avec la Russie, ainsi que de bonnes relations de travail avec l'Union européenne et servir de pont entre l’Est et l’Ouest.

## Structure
Tikhanovskaïa déclare que les candidatures au Conseil sont ouvertes aux citoyens biélorusses considérant les résultats officiels des élections comme falsifiés et ayant reçu la confiance des organisations sociales. Les candidatures sont sollicitées auprès de personnes représentant des groupes de travailleurs, des partis politiques, des syndicats et d'autres organisations de la société civile, ainsi que de personnalités faisant autorité telles que des médecins, des enseignants, des chefs d'entreprise, des auteurs ou des sportifs. Olga Kovalkova et l'avocat Maxim Znak sont chargés de traiter et d'approuver les demandes d'adhésion.

### Présidium

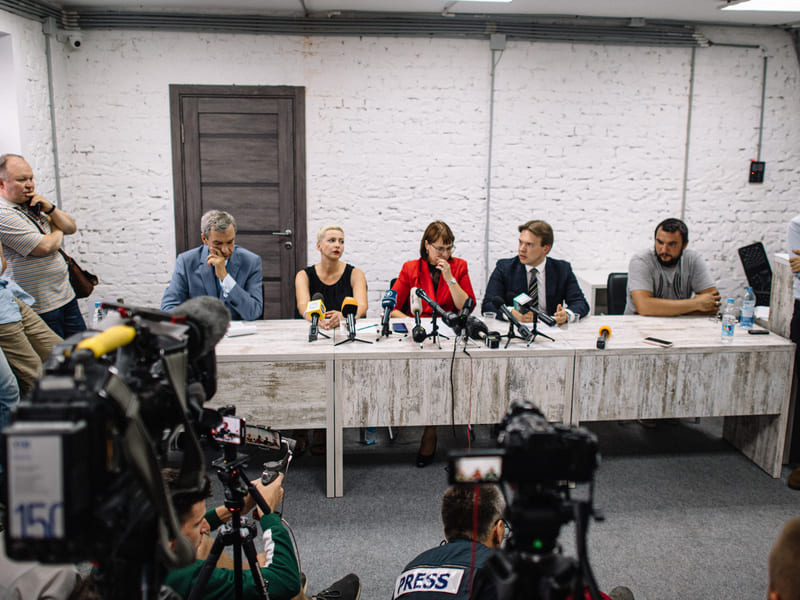
Première conférence de presse des membres du présidium le 18 août 2020 (de gauche à droite : Pavel Latouchka, Maria Kolesnikova, Olga Kovalkova, Maxim Znak et Sergueï Dylevski)

Le 19 août, le conseil élit un présidium de sept membres, chargés de nommer un président parmi eux. Les membres du présidium sont, :
- Svetlana Aleksievitch, lauréate du prix Nobel de littérature ;
- Sergueï Dylevski, chef du comité de grève de Minski Traktorny Zavod (MTZ)[17] ;
- Pavel Latouchko, ancien ministre de la Culture ;
- Maria Kolesnikova, directrice de campagne du candidat à la présidentielle de 2020 Viktor Babariko ;
- Olga Kovalkova, co-présidente du Parti démocrate-chrétien biélorusse ;
- Lilia Vlassova, médiatrice internationale et juriste ;
- Maxim Znak, juriste et avocat.

### Membres
Une liste initiale de membres, regroupant 35 noms, est distribuée le 17 août et étendue à 51 membres le 18 août,. Parmi eux, on trouve la lauréate du prix Nobel de littérature Svetlana Aleksievitch, l'athlète Nadzeya Astapchuk, le cinéaste Iouri Khachtchavatski, le leader civique Alès Bialiatski, l'homme politique Ioury Houbarévitch, le physicien Alexandre Dabravolski, l'homme politique Andreï Egorov, Mikalaï Kazlov du Parti civil uni de Biélorussie, Andreï Koureïtchik, l'homme politique Vital Rymachewski, le peintre Vladimir Tsesler, la représentante de l'état-major conjoint de l'opposition Maria Kolesnikova et l'ancien ministre de la Culture Pavel Latouchko. Kovalkova et Znak sont également membres du conseil. Au 24 août 2020, le conseil est composé de 600 membres.

## Réactions

### En Biélorussie
Le président biélorusse Alexandre Loukachenko déclare que la formation par l'opposition d'un conseil de coordination est « une tentative de prendre le pouvoir avec toutes les conséquences qui en découlent ». Loukachenko déclare aussi à propos des membres du conseil de coordination : 

« Certains d'entre eux étaient autrefois proches du pouvoir. Ils ont été expulsés et gardent rancune. D'autres sont carrément nazis. Jetez un œil à leurs noms,. »

Dans l'opposition, l'ancien candidat à la présidentielle Valéri Tsepkalo fait part de son incompréhension quant aux critères de sélection et aux tâches du nouveau conseil, se plaignant de ne pas y avoir été invité.

#### Enquête criminelle
Le 20 août, Alexandre Koniouk, procureur général de Biélorussie, engage des poursuites pénales contre les membres du Conseil de coordination en vertu de l'article 361 du Code pénal biélorusse, les accusant de tenter de s'emparer du pouvoir de l'État et de menacer la sécurité nationale,. Le même jour, les membres du conseil Sergueï Dylevsky et Maxim Znak sont convoqués à un interrogatoire de police, tandis que la maison de Pavel Latouchko est enduite de peinture rouge. L'interrogatoire de Znak et Dylevski, qui débute le matin du 21 août, se solde par leur remise en liberté.
Le 24 août, Sergueï Dylevski et Olga Kovalkova sont arrêtés par des officiers de l'OMON alors qu'ils tentent de soutenir les grévistes de l'usine de production d'engins agricoles Minski Traktorny Zavod. Lilia Vlassova, Pavel Latouchko et Svetlana Alexievitch sont également convoqués pour interrogatoire. Kovalkova et Dylevski sont tous deux condamnés à dix jours d'emprisonnement le lendemain.

### Dans le monde

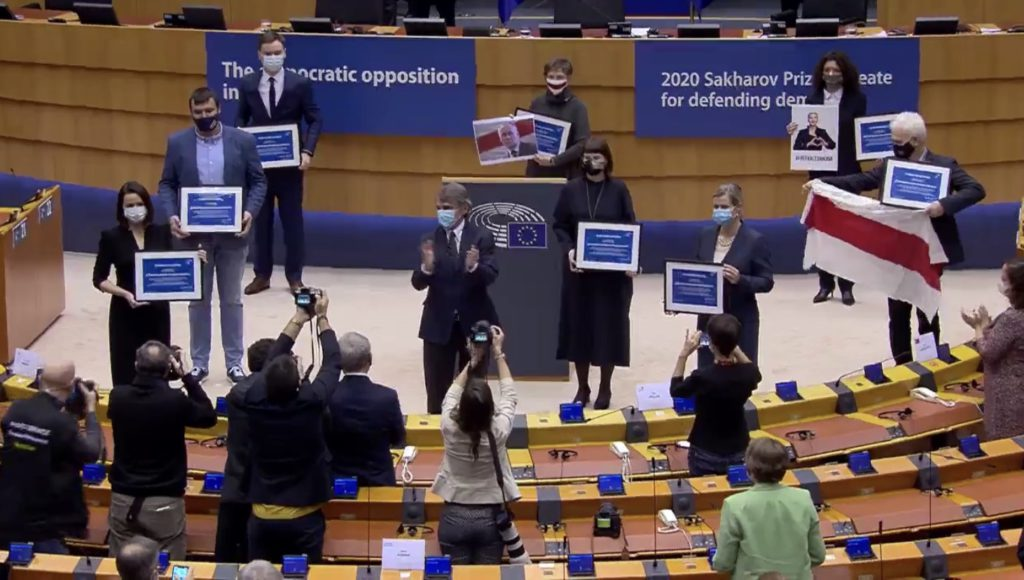
Décembre 2020, des membres du Conseil de coordination - dont Svetlana Tikhanovskaïa - reçoivent le Prix Sakharov au nom de l'opposition démocratique biélorusse.

Tikhanovskaïa a demandé à la communauté internationale de soutenir les efforts du Conseil de coordination.
- Josep Borrell, Haut représentant de l'Union européenne pour les affaires étrangères et la politique de sécurité, a appelé les autorités biélorusses « à cesser leurs agissements criminels contre les membres du Conseil de coordination[32] ».
- Le président de la Lituanie Gitanas Nausėda a parlé avec Tikhanovskaïa au téléphone, offrant son soutien au Conseil de coordination[33]. Le Premier ministre de la Lituanie Saulius Skvernelis a appelé la Biélorussie à organiser une nouvelle élection « libre et honnête » supervisée par des observateurs internationaux[34]. Le ministre lituanien des Affaires étrangères Linas Linkevičius a fait référence à Loukachenko comme l'« ancien président » de la Biélorussie[35]. Le 2 août, le premier ministre lituanien invita Sviatlana à son bureau et fit publiquement référence à elle comme « la leader nationale du Belarus »[36].
- Le 25 août, un porte-parole du Président russe Vladimir Poutine a salué le fait que le Conseil de coordination ne souhaite pas réduire les liens avec la Russie et espère maintenir de bonnes relations entre les deux pays[37].
- Le secrétaire d'État des États-Unis Mike Pompeo dans une déclaration, a exhorté le gouvernement biélorusse à s'engager auprès de la société biélorusse, dont le Conseil de coordination nouvellement créé, de façon à tenir compte des demandes du peuple biélorusse pour l'avenir et la réussite du pays.[réf. souhaitée]

## Lien avec l'Administration nationale anti-crise
Le 26 octobre 2020, Svetlana Tikhanovskaïa et le Conseil approuvent la création de l'Administration nationale anti-crise dont Pavel Latouchka, membre du Conseil, assure la présidence. L'objectif est de fédérer des spécialistes pour œuvrer à une transition démocratique pacifique en Biélorussie. Pour y parvenir, deux options sont explorées : une option constitutionnelle (via des négociations) et une option qui s'appuie sur une souveraineté juridique (via le droit),,.
À la suite de l'invasion de l'Ukraine par la Russie en février 2022 et du rôle joué par la Biélorussie dans cette invasion, Svetlana Tikhanovskaïa déclare :
« À partir d’aujourd’hui, j’assume la responsabilité de représenter le peuple et la république de Biélorussie, afin de défendre l’indépendance et l’intérêt national de mon pays. »